# Kleiner Belt
Der Kleine Belt (dänisch Lillebælt) ist die Meerenge zwischen der Halbinsel Jütland (Jylland) und der Insel Fünen (Fyn) in Dänemark. Er ist die westlichste natürliche Verbindung zwischen dem Kattegat im Norden und der Ostsee. Im Norden grenzt der Kleine Belt an einer Linie zwischen Juelsminde und Æbelø an den Samsø Bælt und beginnt mit dem Trichter (dän. Tragten) bei Fredericia. Daran schließt sich der etwa zehn Kilometer lange M-förmig gewundene enge Teil mit einer Breite unter zwei Kilometer an. Im weiteren Verlauf verengt er sich auf etwa 600 Meter, um dann etwa drei Kilometer breit zu werden. Er wird traditionell auch Middelfart Sund oder Snævringen genannt. Der kleine Belt wird auch schlicht nur Belt genannt.
Bei Middelfart sind zwei Brücken über den Kleinen Belt in Betrieb, die alte Lillebæltsbro (Eisenbahn/Straßenbrücke) von 1935 und die Ny Lillebæltsbro (Autobahnbrücke), die 1970 eröffnet wurde. Aufgrund des verschlungenen Verlaufs des Gewässers stehen diese beiden Brücken fast rechtwinklig zueinander. Westlich der alten Brücke überquerten zwei 380-kV-Drehstrom-Freileitungen den Kleinen Belt, die 2014 demontiert wurden. Westlich davon zweigt eine Kolding Fjord genannte Förde ab.
Bei Sønder Stenderup schließt sich an den engen Teil des Belts der 70 Kilometer lange und 10 bis 20 Kilometer breite Teil des Belts an. Dessen südlicher Teil bei der Insel Alsen (dän. Als) wird im Deutschen auch Alsenbelt genannt. Der südostwärts gerichtete Südausgang des Kleinen Belts öffnet sich zur so genannten Dänischen Südsee mit vielen kleinen Inseln südlich von Fünen.
Nach der Definition der International Hydrographic Organization endet der Kleine Belt im Süden an einer Linie von Falshöft (lt. angegebenen Koordinaten genauer vom nordöstlichsten Punkt der Geltinger Halbinsel) nach Vejsnæs Nakke, dem südlichsten Punkt von Ærø.
Etwa neun Prozent des Wasseraustausches zwischen dem Kattegat als Bucht der Nordsee und dem Binnenmeer Ostsee strömt durch den Kleinen Belt. Dabei gibt es einen Einstrom von salz- und sauerstoffreichem Kattegatwasser in der Tiefe und einen Ausstrom von salzarmem Ostseewasser in den oberen Schichten.

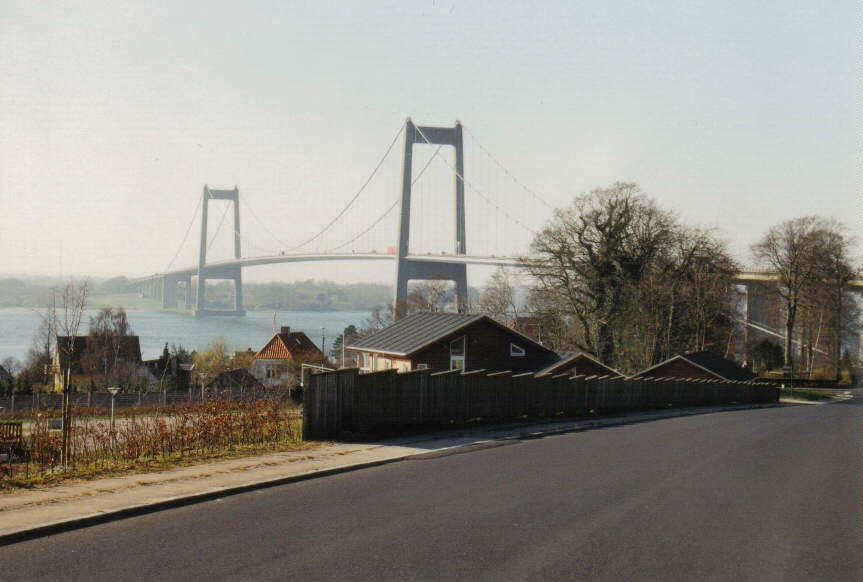
Ny Lillebæltsbro, Autobahnbrücke über den Kleinen Belt
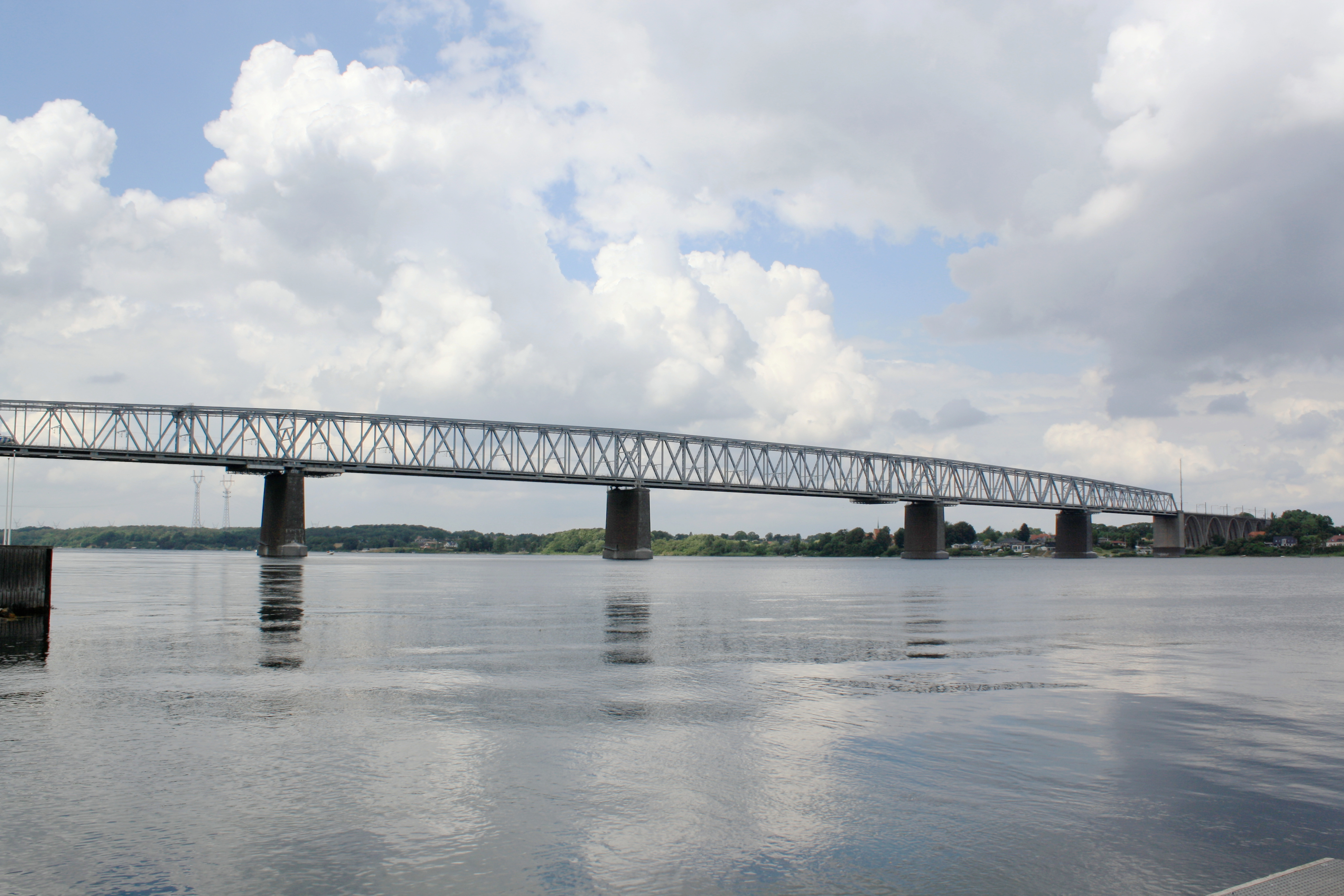
Lillebæltsbroen, Eisenbahn- und Straßenbrücke über den Kleinen Belt

## Trivia
In Deutschland ist der Belt durch die erste Strophe des Liedes der Deutschen von Hoffmann von Fallersleben bekannt: „[…] von der Maas bis an die Memel / von der Etsch bis an den Belt […]“. Der Belt stellt darin eine mögliche nördliche Grenze des durch die deutsche Nationalbewegung im 19. Jahrhundert gewünschten geeinten Deutschlands dar. Mit dem Deutsch-Dänischen Krieg und dem Gewinn von Nordschleswig wurde sie verwirklicht.